# Грімпар сірощокий
Грімпа́р сірощокий (Dendrocincla fuliginosa) — вид горобцеподібних птахів родини горнерових (Furnariidae). Мешкає в Центральній і Південній Америці.

## Опис

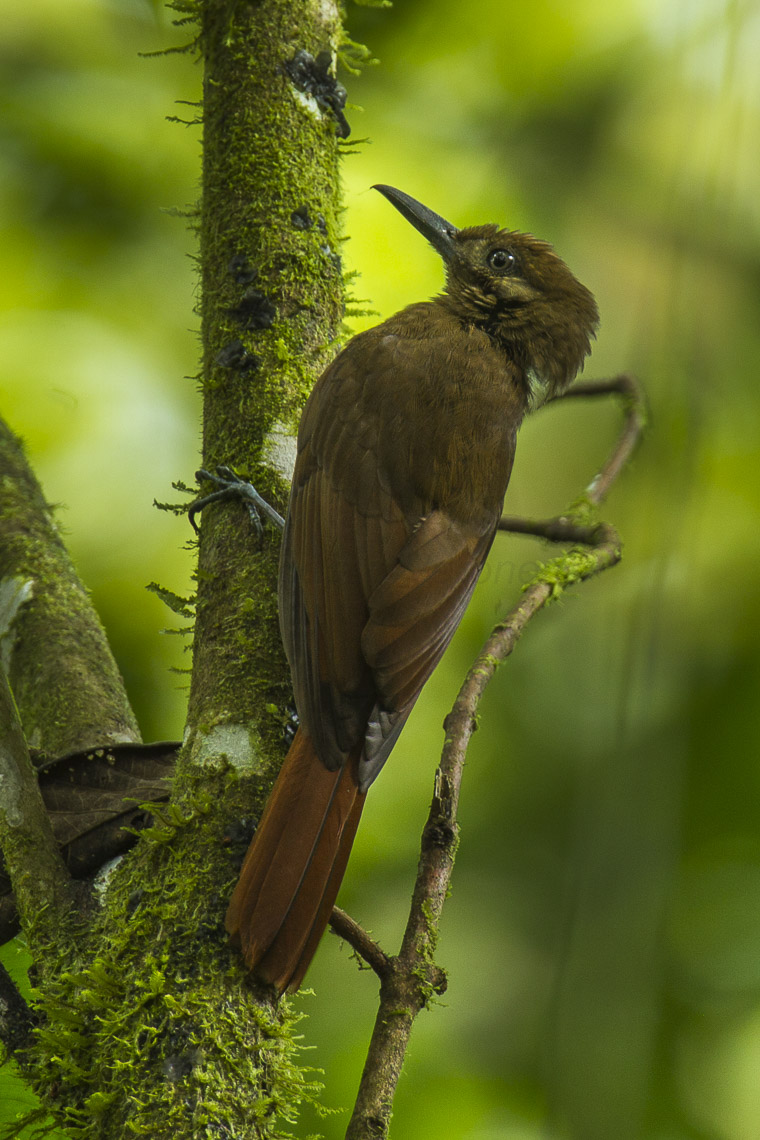
Сірощокий грімпар

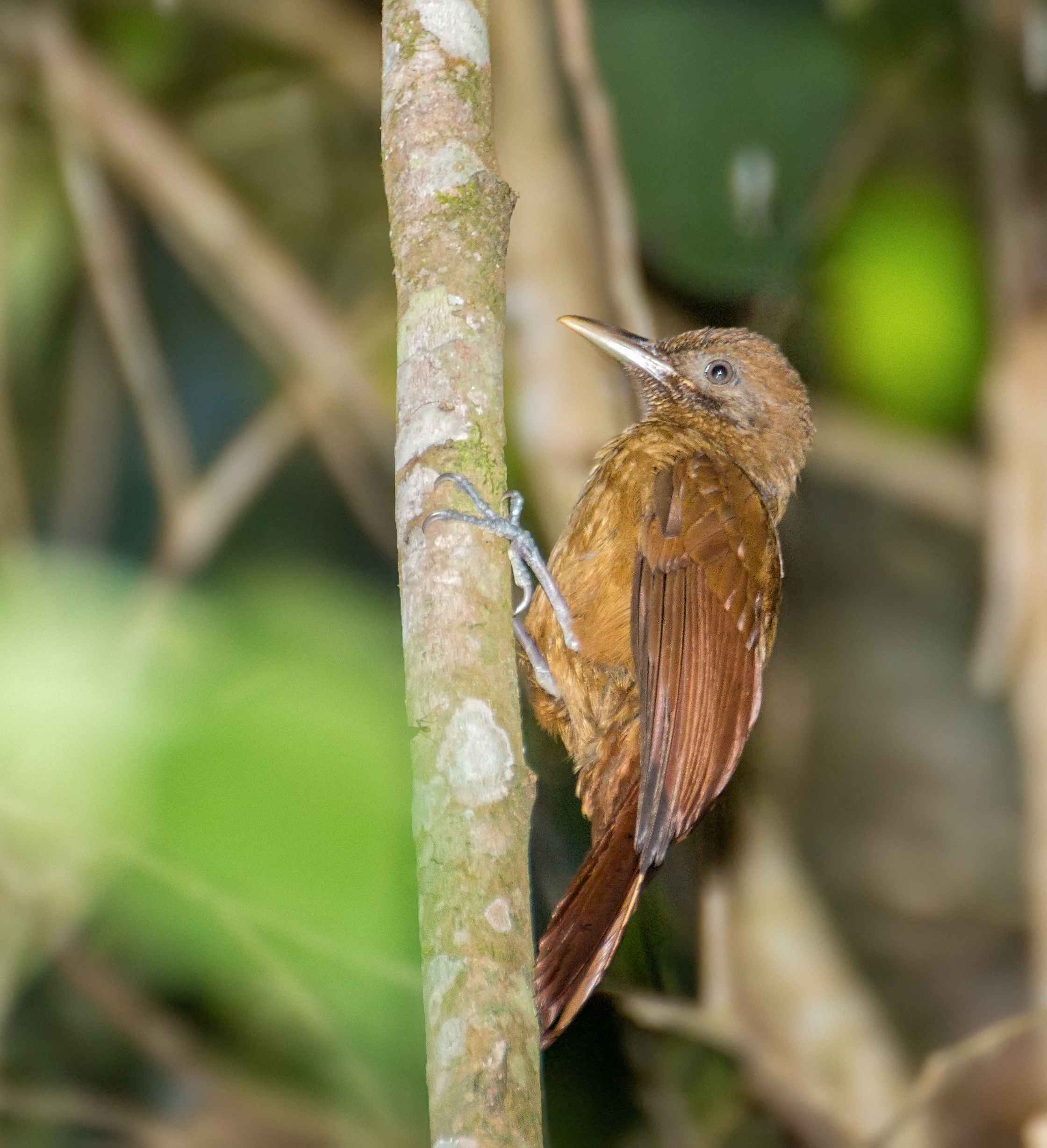
Сірощокий грімпар

Довжина птаха становить 19-22,5 см, самці важать 30-50 г, самиці 25-46 г. Верхня частина тіла коричнева з оливковим відтінком, нижня частина тіла дещо світліша. Махові пера і хвіст рудувато-коричневі. Дзьоб прямий, довжиною 25 мм.

## Підвиди
Виділяють одинадцять підвидів:
- D. f. ridgwayi Oberholser, 1904 — від південно-східного Гондурасу до західної Колумбії (на схід до річок Сіну[en] і Атрато), західного Еквадору і північного заходу Перу (Тумбес);
- D. f. lafresnayei Ridgway, 1888 — північна і східна Колумбія (Сьєрра-Невада-де-Санта-Марта, долини річок Магдалена і Каука) і північно-західна Венесуела (північно-західна Сулія, Мерида, Тачира);
- D. f. meruloides (Lafresnaye, 1851) — північна Венесуела (від озера Маракайбо на схід до півострова Парія[en], на південь до Гуаріко і Монагаса), Тринідад і Тобаго;
- D. f. deltana Phelps & Phelps Jr, 1950 — дельта річки Ориноко (північно-східна Венесуела);
- D. f. barinensis Phelps & Phelps Jr, 1949 — північ центральної Колумбіі (Норте-де-Сантандер, Бояка, Араука) і західна Венесуела;
- D. f. phaeochroa Berlepsch & Hartert, E, 1902 — від південно-східної Колумбії до південної Венесуели (північний захід Болівару, Амасонас) і північно-західної Бразилії (верхня течія Ріу-Негру і Ріу-Бранку);
- D. f. neglecta Todd, 1948 — схід Еквадору і Перу, захід Бразилії (на схід до Ріу-Негру і Мадейри);
- D. f. atrirostris (d'Orbigny & Lafresnaye, 1838) — південний схід Перу (Куско, Мадре-де-Дьйос), північна, північно-східна і центральна Болівія, південний захід Бразильської Амазонії (на схід до Тапажоса);
- D. f. fuliginosa (Vieillot, 1818) — південно-східна Венесуела (схід Болівару), Гвіана і північна Бразилія (від нижньої течі Ріу-Негру на схід до Амапи);
- D. f. rufoolivacea Ridgway, 1888 — схід Бразильської Амазонії (на південь від Амазонки, від Тапажоса до північного Мараньяну);
- D. f. trumaii Sick, 1950 — південь Бразильської Амазонії (верхів'я Шінгу, на півночі Мату-Гросу).

## Поширення і екологія
Сірощокі грімпарі мешкають в Гондурасі, Нікарагуа, Коста-Риці, Панамі, Колумбії, Венесуелі, Гаяні, Французької Гвіані, Суринамі, Еквадорі, Перу, Бразилії, Болівії та на Тринідаді і Тобаго. Вони живуть в середньому ярусі вологих рівнинних і гірських тропічних лісів, в галерейних і мангрових лісах, на болотах і плантаціях. Зустрічаються на висоті до 2000 м над рівнем моря, переважно на висоті до 1300 м над рівнем моря. Живляться переважно комахами, а також іншими безхребетними і дрібними хребетними. Гніздяться в дуплох дерев та в трухлявих пальмових пнях. В кладці 2-3 білих яйця.